# 空間充填曲線

ペアノ曲線の構成を三回反復したもの。無限に反復した極限で空間充填曲線となる。

解析学において、空間充填曲線（くうかんじゅうてんきょくせん、英: space-filling curve）とは、値域が2次元の単位正方形（あるいはより一般に n 次元の単位超立方体）全体を含む曲線である。ジュゼッペ・ペアノが最初にその1つを発見したので、2次元平面における空間充填曲線はペアノ曲線と呼ばれることもあるが、この名称はペアノによって発見された特定の空間充填曲線の例も指す。

## 定義
直観的には、2次元や3次元（あるいはより高次元）内の連続曲線は、連続的に動く点の軌跡と思うことができる。この考えに内在する曖昧さを排除するため、ジョルダンは1887年に次の厳密な定義を導入し、それ以来これは連続曲線の概念の正確な記述として採用されている：
（端点を持つ）曲線とは、定義域が単位区間 [0, 1] である連続写像のことである。
最も一般的な形では、そのような写像の値域は任意の位相空間でよいが、最もよく研究される場合は、値域は2次元平面（このとき平面曲線）や3次元空間（空間曲線）のようなユークリッド空間に含まれる。
曲線を写像自身ではなく写像の像（写像の取る値全ての集合）と同一視することがある。端点をもたない曲線を実数直線（あるいは単位開区間 (0, 1)）上の連続写像と定義することもできる。

## 歴史
1890年、ペアノは今ではペアノ曲線と呼ばれる、単位正方形のすべての点を通る連続曲線を発見した。彼の目的は単位区間から単位正方形の上への連続写像を構成することであった。ペアノは、単位区間内の無限個の点は単位正方形のような任意の有限次元多様体の無限個の点と同じ濃度であるという、ゲオルク・カントールによる以前の反直観的結果に動機づけられた。ペアノが解いた問題はそのような写像が連続にできるかどうか、すなわち空間を埋める曲線があるかどうかであった。ペアノの解は単位区間と単位正方形の間の連続な1対1対応ではなく、実際そのような対応は存在しない（下記参照）。

ヒルベルト曲線の構成の6回の繰り返し、その極限の空間充填曲線は数学者ダヴィット・ヒルベルトによって考案された。

曲線に「厚さ」と1次元性の漠然とした概念を関連付けることが一般的であった。すべての通常遭遇する曲線は区分的に微分可能（つまり区分的に連続微分を持つ）であったが、そのような曲線は単位正方形全体を埋められない。したがって、ペアノの空間充填曲線は非常に反直観的であった。
ペアノの例から、値域が n 次元超立方体（n は任意の正整数）を含む連続曲線を作るのは容易であった。ペアノの例を端点の無い連続曲線に拡張し、n 次元ユークリッド空間（n は 2 や 3 や他の任意の正整数）全体を埋め尽くすことも容易であった。
ほとんどの有名な空間充填曲線は区分線型連続曲線の列のどんどん空間を埋める極限に近似していく極限として反復的に構成される。
ペアノの革新的な論文は彼の構成の図を全く含まず、三進展開と鏡映作用素を用いて定義された。しかし図的構成は彼に完全に明らかだった――Turin にある彼の家に曲線の絵を示す装飾用のタイルをはったのである。ペアノの論文はまた手法は3以外の奇数の底に明らかに拡張できると述べることで終わる。図的可視化に訴えることを避けた彼の選択は、疑いようもなく、図に全く依らない根拠の確かな完全に厳密な証明の欲求によって動機付けられた。当時（一般位相の基礎付けの開始頃）、図的議論はまだ証明に含まれていたが、しばしば反直観的な結果を理解する障害となりつつあった。
一年後、ダヴィット・ヒルベルトは同じジャーナルにペアノの構成の変種を出版した。ヒルベルトの論文は構成手法を可視化する助けとなる絵を含む最初のものであった。その絵は本質的にはここに描かれているのと同じである。しかしながら、ヒルベルト曲線の解析的な形は、ペアノのものよりも複雑である。

## 空間充填曲線の構成の概略
{\displaystyle {\mathcal {C}}} でカントール空間 {\displaystyle \mathbf {2} ^{\mathbb {N} }} を表す。
カントール空間 {\displaystyle {\mathcal {C}}} から単位区間全体 [0, 1] の上への連続関数 h から始める。（カントール関数のカントール集合への制限はそのような関数の例である。）それから、直積位相空間 {\textstyle {\mathcal {C}}\times {\mathcal {C}}} から単位正方形全体 [0, 1] × [0, 1] の上への連続関数 H を
{\displaystyle H(x,y)=(h(x),h(y))}
とおくことで得る。カントール集合は積 {\displaystyle {\mathcal {C}}\times {\mathcal {C}}} に同相であるから、カントール集合から {\displaystyle {\mathcal {C}}\times {\mathcal {C}}} の上への連続全単射 g が存在する。H と g の合成 f はカントール集合を単位正方形全体の上へと写す連続関数である。（あるいは、任意のコンパクト距離空間はカントール集合の連続像であるという定理を用いて関数 f を得ることもできる。）
最後に、f を定義域が単位区間全体 [0, 1] である連続関数 F に拡張できる。これは f の各成分にティーツの拡張定理を用いるか、あるいは単純に f を「線型に」拡張する（つまり、カントール集合の構成で取り除かれる各開区間 (a, b) 上、F の拡張部分を単位正方形内で値 f(a) と f(b) 結ぶ線分と定義する）ことによってできる。

## 性質
曲線が単射でなければ、曲線の2つの交わる「部分曲線」であって、それぞれが曲線の定義域（単位区間）の互いに素な線分の像を考えることで得られるものがある。2つの部分曲線は2つの像の共通部分が空でないとき交わる。「交わる曲線」の意味は2つの平行でない直線の交点のように一方から他方へ互いに横断するものと考えたくなるかもしれない。しかしながら、2つの曲線（あるいは1つの曲線の2つの部分曲線）は円に接する直線のように横断することなく接触するかもしれない。
自己交叉しない連続曲線は単位正方形を埋められない、なぜならばそれは曲線を単位区間から単位正方形の上への同相にするからである（コンパクト空間からハウスドルフ空間の上への任意の連続全単射は同相である）。しかし単位正方形は cut-point を持たないため、端点以外のすべての点が cut-point である単位区間とは同相になれない。
古典的なペアノとヒルベルトの空間充填曲線に対しては、2つの部分曲線が交わるが、横断しない自己接触がある。空間充填曲線はその近似曲線が自己横断するとき（いたるところ）自己横断しうる。空間充填曲線の近似は上の図が示すように自己交叉しないこともある。3次元では、自己交叉しない近似曲線は結び目さえ含むかもしれない。近似曲線は n 次元空間の限られた部分に残り続けるが、その長さは限りなく増える。
空間充填曲線はフラクタル構成の特別な場合である。微分可能な空間充填曲線は存在しえない。雑に言えば、微分可能性は曲線がどれだけはやく向きを変えられるかに制限を与える。

## Hahn–Mazurkiewicz の定理
Hahn–Mazurkiewicz の定理は曲線の連続像である空間の次の特徴づけである：
空でないハウスドルフ位相空間が単位区間の連続像であることとコンパクト連結局所連結第二可算空間であることは同値である。
単位区間の連続像である空間は「ペアノ空間」と呼ばれることがある。
Hahn–Mazurkiewicz の定理の多くの定式化において、第二可算は距離化可能に置き換えられる。これら2つの定式化は同値である。一方向には、コンパクトハウスドルフ空間は正規空間なのでウリゾーンの距離化定理により第二可算ならば距離化可能である。逆にコンパクト距離空間は第二可算である。

## クライン群
doubly degenerate クライン群の理論において、空間充填、あるいはむしろ球面充填曲線の多くの自然な例がある。例えば、Cannon & Thurston (2007) は pseudo-Anosov map の写像トーラスのファイバーの普遍被覆の無限遠での円は球面充填曲線であることを示した。（ここで球面は3次元双曲空間の無限遠での球面である。）

## 積分
Wiener は The Fourier Integral and Certain of its Applications において空間充填曲線は高次元でのルベーグ積分を1次元のルベーグ積分に帰着するのに使えることを指摘した。